# حجاب بولي تناسلي
الحجاب البولي التناسلي (بالإنجليزية: Urogenital diaphragm)‏ ويسمى أيضاً الرباط الثلاثي (بالإنجليزية: Triangular ligament)‏، وهو طبقة في الحوض تفصل الجيبة العجانية العميقة عن الحوض العلوي، يقع بين اللفافة السفلية للحجاب البولي التناسلي (الغشاء العجاني) واللفافة العلوية للحجاب البولي التناسلي.
بينما يستخدم هذا المصطلح للإشارة إلى طبقة من الحوض تفصل الجيبة العجانية العميقة عن الحوض العلوي، فإن مثل هذا الحد الفاصل للجيبة ربما لا يكون موجود.
ليس للحجاب البولي التناسلي باب رسمي في ترمينولوجيا أناتوميكا، ومع ذلك، لا يزال المصطلح يستخدم أحياناً لوصف المكونات العضلية للجيبة العجانية العميقة. يعتبر الاحليل والمهبل جزءً من الجيبة، كما يمران عبر الحجاب البولي التناسلي فقط أكثر من كونهما جزءً من الحجاب نفسه.
لا يزال بعض الباحثين يؤكدون وجود مثل هذا الحجاب، ولا يزال المصطلح مستخدماً في الأدب الطبي.
غالباً ما يتم الخلط بين مصطلح الحجاب البولي التناسلي والحجاب الحوضي (قاع الحوض)، وهو حجاب حقيقي يدعم العديد من أعضاء الحوض.